# Ogólnopolska Organizacja na rzecz Walki z Rakiem Szyjki Macicy
Kwiat Kobiecości – polskie stowarzyszenie założone w 2007 przez Idę Karpińską.
Ida Karpińska w 2003 roku wygrała walkę z rakiem szyjki macicy.
Ponad 3 lata później powołała do życia Kwiat Kobiecości, ponieważ sama doświadczyła braku informacji i lęku o własne życie. Dzisiaj organizacja ma swoje kwiatowe emisariuszki w całej Polsce, prowadzi akcje edukacyjne i dwie kampanie społeczne.
Stowarzyszenie promuje profilaktykę, dostęp do informacji, edukację i zmianę świadomości w podejściu do zdrowia nie tylko ze strony samych kobiet, ale również i mężczyzn. Chcą przełamać tabu, jakim jest mówienie o chorobach nowotworowych narządów rodnych kobiet. Dążą do tego, aby jak najwięcej mówiło się i pisało o zagrożeniach związanych z rakiem.
Stowarzyszenie działa na terenie Polski, jest członkiem Europejskiego Stowarzyszenia Raka Szyjki Macicy (ECCA) oraz światowej organizacji Women Against Cervical Cancer (WACC) oraz sygnatariuszem Polskiej Koalicji na rzecz Walki z Rakiem Szyjki Macicy. Zainicjowali i co roku organizują obchody Europejskiego Tygodnia Profilaktyki Raka Szyjki Macicy w Polsce. Wspierają m.in. Program Profilaktyki Raka Szyjki Macicy – „STOP rakowi szyjki macicy”, „Mam Haka na Raka” i wiele innych przedsięwzięć.
Od 2012 roku organizacja poszerzyła działalność o zagadnienia związane z rakiem jajnika. Organizacja nawołuje kobiety w każdym wieku, żeby prócz cytologii pamiętały o przezpochwowym USG, dzięki któremu można wykryć zmiany na jajnikach.

## Kampanie społeczne
30 października 2012 roku ruszyła III odsłona ogólnopolskiej kampanii społecznej „Piękna bo zdrowa” na rzecz profilaktyki raka szyjki macicy i raka jajnika organizowanej przez Kwiat Kobiecości – Ogólnopolską Organizację i magazyn „Glamour”. W tym roku ambasadorki promują regularne przeprowadzanie badań cytologicznych pod hasłem „Zostań Superbohaterką, zrób cytologię!”. Honorowy patronat nad przedsięwzięciem objęły Anna Komorowska, małżonka prezydenta Rzeczypospolitej Polskiej oraz Hanna Gronkiewicz-Waltz, prezydent m.st. Warszawy.
Motywem do realizacji kampanii „Zostań Superbohaterką, zrób cytologię!” są wyniki badań opinii społecznej „Obraz współczesnej kobiety a badania cytologiczne kobiet w Polsce”. Rak szyjki macicy jest jednym z nielicznych nowotworów, które można wykryć w sposób bezinwazyjny, jednak w Polsce wciąż zbyt mało kobiet wykonuje regularne badania cytologiczne. Spośród kobiet, w grupie wiekowej 20-50 lat tylko 45% kobiet wykonuje badanie regularnie (co najmniej raz na dwa lata), a 18% Polek w tej samej grupie wiekowej znajduje się poza jakąkolwiek diagnostyką – nigdy nie miało wykonywanej cytologii. Celem kampanii „Piękna bo zdrowa” jest zwiększenie świadomości kobiet na temat wirusa HPV oraz raka jajnika – nowotworów występujących coraz częściej u młodych kobiet, a także zmiana podejścia Polek do badań u ginekologa. Regularne badania ginekologiczne i wykonywanie USG transwaginalnego, potocznie zwanego dopochwowym, mogą pomóc w wykryciu raka jajnika we wczesnym stadium i zwiększyć szansę na wyleczenie.
Akcji towarzyszy szereg działań promocyjnych, m.in. w prasie („Glamour”, „Gala”, „Claudia”), w sieci kin Multikino, działania outdoorowe w kilku miastach Polski oraz w internecie na portalach Wirtualnej Polski oraz wieszjak.pl i wielu innych, w tym w mediach społecznościowych. Dodatkowo poza szeroko zakrojonymi działaniami informacyjnymi oraz komunikacji PR, organizatorzy planują edukacyjne roadshow kampanii w regionach. W kampanię angażują się polskie gminy, które w zależności od swoich możliwości organizują edukacyjne spotkania z mieszkankami ze swojego regionu czy rozwieszają bilbordy kampanii na terenie swojej gminy, nakłaniając mieszkanki do regularnych badań cytologicznych. Natomiast od listopada 2012 do końca stycznia 2013 dostępne były Miasteczka Kobiet w centrach handlowych, w których odwiedzające organizatorów kobiety, mogły dowiedzieć się więcej w zakresie profilaktyki raka szyjki macicy i raka jajnika, wykonać bezpłatne badanie piersi w tzw. mammobusie czy spotkać się z ambasadorkami kampanii i wziąć udział w licznych konkursach z nagrodami.
Już po raz drugi Kwiat Kobiecości wraz z partnerem akcji firmą Roche zorganizował happening edukacyjny „Jajko mądrzejsze od kury”. Event odbył się w Centrum Handlowy Artium Targówek. Jego założeniem była wzajemna motywacja kobiet: matek i córek do wykonywania regularnych badań i wizyt ginekologicznych, które są jedynym skutecznym sposobem na zdiagnozowanie raka jajnika. Patronat mediowy nad akcją objął magazyn „Sens”.
6 grudnia 2011 roku ruszyła piąta edycja akcji „Święty Mikołaj”, której celem jest niesienie wsparcia kobietom chorym na raka szyjki macicy. W ramach akcji, której inicjatorem jest Kwiat Kobiecości – Ogólnopolska Organizacja na rzecz Walki z Rakiem Szyjki Macicy, 50 wolontariuszek odwiedziło ponad 2000 pacjentek w 21 szpitalach na terenie całej Polski. Wolontariuszki Kwiatu Kobiecości ubrane w stroje Świętego Mikołaja przekazały kobietom upominki świąteczne podarowane przez Partnerów inicjatywy.
Na czas akcji Święty Mikołaj wolontariuszki z różnych miast Polski przebierają się w strój Świętego Mikołaja i z workami prezentów odwiedzają oddziały onkologiczno-ginekologiczne pobliskich szpitali. Podarunki pełnią podczas akcji funkcję symboliczną, najważniejsze są ciepło i nadzieja niesiona kobietom, które toczą walkę o życie. Rak Szyjki Macicy jest jednym z poważniejszych problemów onkologiczno-społecznych w Polsce. Codziennie 10 kobiet dowiaduje się, że jest chora na ten nowotwór, aż połowa z nich umiera. Pod względem 5-letnich przeżyć chorych na raka szyjki macicy, nasz kraj zajmuje ostatnie miejsce w Europie. Na przekór statystykom wiele kobiet jednak pokonuje chorobę i co najważniejsze działa na rzecz walki z nią i jej profilaktyki, czego najlepszym dowodem jest Kwiat Kobiecości.
Program „Młoda i Zdrowa” adresowany do uczennic gimnazjów i liceów. Ma na celu edukację młodych dziewcząt w zakresie profilaktyki raka szyjki macicy, a także propagowanie zdrowego stylu życia. Uświadamianie młodych ludzi ma na celu zmianę społecznych stereotypów dotyczących zachorowań na nowotwory.
Program „Kobiety dla Kobiet” adresowany do kobiet pracujących w urzędach i dużych instytucjach. Ma na celu budowanie świadomości kobiet, jak wielkie jest zagrożenie rakiem szyjki macicy i propagowanie profilaktyki: badań cytologicznych i szczepień przeciw wirusowi HPV.